# رود مایا (سرزمین خاباروفسک)
رود مایا (انگلیسی: Maya) یک رودخانه در سرزمین خاباروفسک کشور روسیه است.